# Costa da Zapateira
Costa da Zapateira es un poblado español situado en la parroquia de Muimenta, del municipio de Cospeito, en la provincia de Lugo, Galicia.

## Demografía
| Gráfica de evolución demográfica de Costa da Zapateira entre 2000 y 2019 |
|                                                                          |
| Datos según el nomenclátor publicado por el INE.                         |